# Bitwa pod Chodorowem
Bitwa pod Chodorowem – walki polskiej 6 Armii gen. Władysława Jędrzejewskiego i Armii URL gen. Mychajła Omelianowicza-Pawlenki z oddziałami sowieckiej 14 Armii komarma Michaiła Mołkoczanowa toczone w czasie wojny polsko-bolszewickiej.

## Geneza
Na przełomie lipca i sierpnia na ukraińskim teatrze działań wojennych toczyły się walki pod Brodami i Beresteczkiem. Stanowiły one fazę wstępną wielkiej operacji nazwanej w polskiej historiografii Bitwą Lwowską
Po pięciu dniach bitwy, szala zwycięstwa zaczęła przechylać się na stronę polską. Jednak sytuacja na Froncie Północnym, a szczególnie upadek Brześcia, zmusiła Naczelne Dowództwo Wojska Polskiego do przerwania bitwy.
W tym czasie dowódca sowieckiego Frontu Południowo-Zachodniego Aleksander Jegorow nakazał 1 Armii Konnej Budionnego zdobyć Lwów. Jej dywizje wdarły się w słabo obsadzoną lukę między polskimi 2 i 6 Armią, a 7 sierpnia pod Szczurowicami sforsowały Styr. 6 i 14 Dywizja Kawalerii z 45 Dywizją Strzelców miały działać zaczepnie w kierunku na Radziechów–Chołojów–Dobrotwór–Kamionkę Strumiłową, zaś 4 i 11 Dywizja Kawalerii na Busk. Północne skrzydło 1 Armii Konnej osłaniała walcząca pod Łuckiem 24 Dywizja Strzelców, a południowe 45 Dywizja Strzelców. 
Działania opóźniające na tym kierunku prowadziła Grupa Operacyjna Jazdy generała Jana Sawickiego, a 3 Armia gen. Zygmunta Zielińskiego pozostawała jeszcze nad Styrem do 5 sierpnia; następnie rozpoczęła odwrót. 
Po nieudanych próbach zatrzymania 1 Armii Konnej na wschód od Bugu, dowódca Frontu Południowego, gen. Wacław Iwaszkiewicz, wydał 14 sierpnia rozkaz zajęcia nowej linii obrony, przebiegającej wzdłuż górnego biegu Bugu i Strypy. 
6 Armia gen. Władysława Jędrzejewskiego rozpoczęła odwrót, którego celem była osłona Lwowa.

## Walki pod Chodorowem

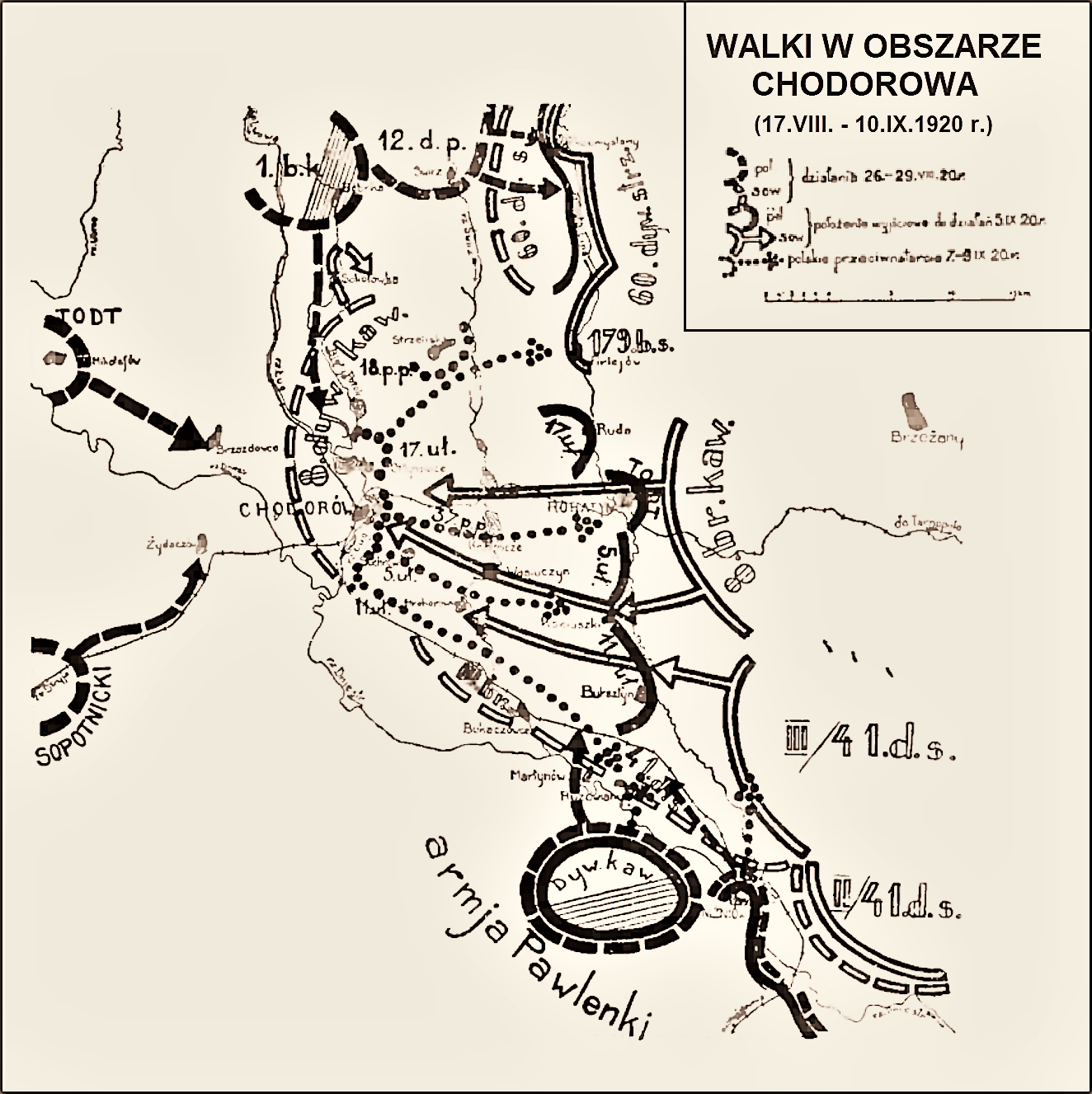
Otton Laskowski (red.),
Encyklopedja wojskowa, T. 1

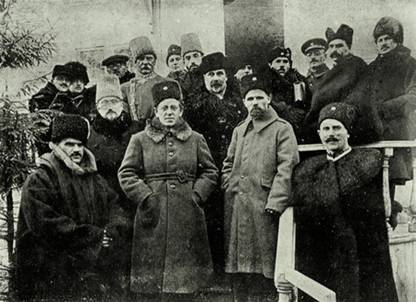
Symon Petlura i Mychajło Omelianowicz-Pawlenko; 1920

W efekcie prowadzenia przez oddziały 6 Armii działań opóźniających i osłonowych, na prawym skrzydle armii, między 12 Dywizją Piechoty gen. Mariana Januszajtisa-Żegoty broniącą rejonu Zborowa, a walczącą nad Koropcem sojuszniczą ukraińską armią gen. Mychajła Omelianowicza-Pawlenki, powstała luka. Wdarła się w nią sowiecka 8 Dywizja Kawalerii Czerwonych Kozaków komdywa Witalija Primakowa i 19 sierpnia opanowała Chodorów. Tu zagroziła zagłębiu naftowemu osłanianemu jedynie przez słabe oddziały etapowe rozmieszczone w Stryju i Mikołajowie. 8 Dywizja Kawalerii nie kontynuowała już natarcia w tym kierunku, ograniczając się tylko od wsparcia 60 Dywizji Strzelców komdywa Iwanowa działającej w kierunku Bóbrki.  
Po ustabilizowaniu położenia pod Lwowem, dowódca 6 Armii gen. Władysław Jędrzejewski nakazał zorganizować natarcie na Chodorów siłami 1 Brygady Jazdy z rejonu Bóbrki, dwubatalionowej grupy kpt. Wilhelma Todta z rejonu Mikołajowa, a dywizji kawalerii gen. Pawlenki z Halicza na Rohatyn. 28 sierpnia 1 Brygada Jazdy  uderzyła pod Sokołówką i następnego dnia, wspólnie z  batalionami kpt. Todta, zajęła bez walki Chodorów. Jednak na skutek opóźnienia w działaniach dywizji ukraińskiej, sowiecka 8 Dywizja Kawalerii uniknęła okrążenia i wycofała się na wschód. Pościg oddziałów polskich trwał do osiągnięcia linii Gniłej Lipy. Tutaj 8 Dywizja Kawalerii, wsparta przez oddziały 41 Dywizji Strzelców komdywa Żana Zonberga, przeszła do kontrataku, rozbiła grupę kpt. Todta oraz przerwała łączność między oddziałami polskimi i Armią gen. Pawlenki. 1 Brygada Jazdy wycofała się do Chodorowa i prowadziła działania opóźniające nad Świrzem, pod Hrehorowem, Knihininem i Wasiutynem. 
Od 5 do 6 września 1 Brygada Jazdy płk. Janusza Głuchowskiego w składzie 5., 11 pułk ułanów i 1 dywizjon artylerii konnej nadal osłaniała Chodorów, broniąc przedmościa na Ługu przed atakami 8 Dywizji Kawalerii. 6 września w godzinach popołudniowych, pomimo ognia dwóch polskich baterii artylerii konnej, „czerwoni kozacy” zajęli stanowiska w pobliżu mostu, a kiedy artylerzystom zabrakło amunicji, przystąpili do natarcia. Szarża 5 pułku ułanów płk. Stanisława Sochaczewskiego powstrzymała chwilowo tyraliery kozackie, umożliwiając wycofanie się groblą do Chodorowa 3/1 dak. W ślad za baterią na groblę wpadli Kozacy, a cała 1 Brygada Jazdy w dużym nieładzie uchodziła za Ług. Wtedy to rozpoczęły się walki o most. Oficer 5 pułku ułanów por. Stanisław Udymowski zebrał grupę ułanów z rozproszonych szwadronów i stworzył z nich obsługi kilku ciężkich karabinów maszynowych. Grupa zajęła stanowiska u wylotu grobli na most i celnym ogniem odrzuciła kilka szarż kozackich. Wywiązała się walka ogniowa, w wyniku której zarówno obrońcy jak i atakujący ponosili znaczne straty. Śmiertelnie ranny został między innymi por. Udymowski. Mimo to Polacy wytrwali na stanowiskach, a Kozacy o zmroku wycofali się z grobli. W wyniku walk stoczonych o most na Ługu 5 pułk ułanów stracił większość obsług ckm-ów, a jego 1 szwadron utracił wszystkich oficerów. 1 Brygada Jazdy musiała wycofać się z przedmościa, ale most i wylot grobli został utrzymany. 
W tym czasie do Chodorowa zaczęły przybywać koleją transporty 4 Dywizji Piechoty płk. Ferdynanda Zarzyckiego. Dywizja ta 8 września ruszyła do natarcia w kierunku Gniłej Lipy. Sformowana grupa uderzeniowa pod dowództwem płk. Zarzyckiego w składzie: 1 Brygada Jazdy, 37 pułk piechoty, grupa kpt. Todta i 2 bateria 2 pułku artylerii polowej już pierwszego dnia walk sforsowała Świrz, 9 września 11 pułk ułanów nawiązał łączność z sojuszniczymi oddziałami ukraińskimi, a 10 września oddziały polskie obsadziły front na linii Gniłej Lipiy.

Komunikaty prasowe Sztabu Generalnego donosiły:
- 31 VIII – Jazda nasza obsadziła Chodorów, ścigając wycofującego się nieprzyjaciela na Rohatyn
- 7 IX – Pomiędzy Chodorowem i Rohatynem trwają ciężkie walki. Oddziały nasze, które przejściowo zmuszone były wycofać się na linję rzeczki Świrz, przeszły do kontrakcji
- 8 IX – Na wschód od Przemyślan nieprzyjaciel ponownie atakował nasze pozycje. Ataki odparto. Kontrakcja zarządzona w rejonie Chodorowa, doprowadziła do zajęcia Knihinicz i przekroczenia rzeki Świrz. Oddziały nasze posuwają się w kierunku Gniłej Lipy.